# اسکای‌های (کالیفرنیا)
اسکای‌های (به انگلیسی: Skyhigh) یک منطقهٔ مسکونی در ایالات متحده آمریکا است که در شهرستان کالاوراس، کالیفرنیا واقع شده‌است. اسکای‌های ۲٬۱۴۶ متر بالاتر از سطح دریا واقع شده‌است.